# Tractat de Montevideo
El tractat de Montevideo va ser signat entre Argentina i Brasil, el 25 de gener de 1890, fixant el traçat de la frontera entre els dos Estats.

Negociat per Quintino Bocaiúva, llavors ministre de Relacions exteriors de la jove república brasilera, els seus termes pretenien resoldre la qüestió de Palmas, és a dir els límits de les dues repúbliques. Considerant que aquest diplomàtic havia depassat les seves prerrogatives fent concessions territorials excessives, el Congrés brasiler va recusar el tractat l'any 1891 i va demanar l'arbitratge del president estatunidenc, Grover Cleveland (1893-1897).

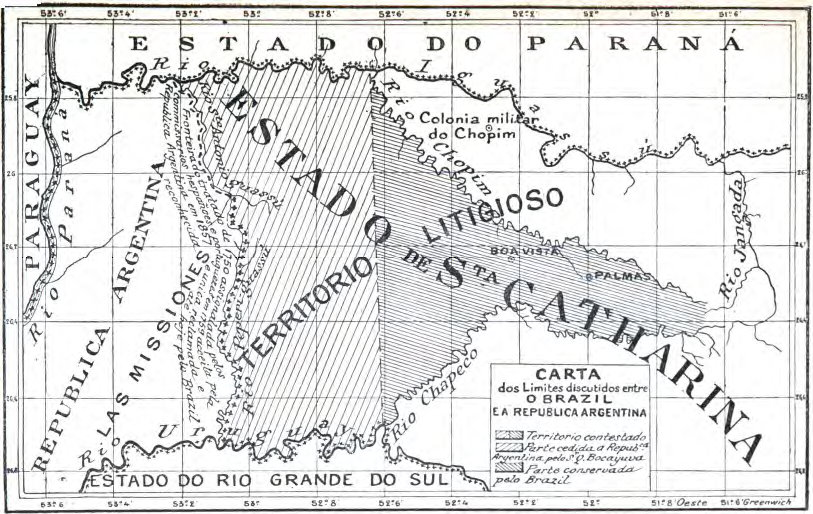
Resultat obtingut pel diplomàtic Quintino Bocaiuva: una línia recta en el lloc en què els rius Chopim i Chapecó desembocaven en rius més grans, el marge esquerre era per l'Argentina i el dret, pel Brasil.